# Капканець Тамара Микитівна
Тамара Микитівна Капкане́ць (нар. 1 травня 1917, Новогеоргіївськ — пом. 15 червня 1987, Ворошиловград) — українська художниця і педагог; член Спілки радянських художників України з 1956 року.

## Біографія
Народилася 1 травня 1917 року в місті Новогеоргіївську Катеринославської губернії Російської імперії (нині затоплене водами Кременчуцького водосховища). Упродовж 1939—1941 років навчалася у Харківському художньому інституті (викладачі Михайло Дерегус, Михайло Козик, Дмитро Шавикін); 1946 року закінчила Київський художній інститут (викладачі Лев Крамаренко, Карпо Трохименко, Костянтин Єлева).
Упродовж 1948—1985 років працювала у Ворошиловградському художньому училищі. Жила у Ворошиловграді, в будинку на 14-й лінії, № 16, квартира № 5. Померла у Ворошиловграді 15 червня 1987 року.

## Творчість
Працює в галузі станкового живопису і станкової графіки. У реалістичному та імпресіоністному стилях створювала натюрморти, пейзажі, портрети, тематичні картини. Серед робіт:
живопис
- «Квіти» (1951, варіанти 1961 і 1967);
- «Відмінниця ремісничого училища М. Гудко» (1951);
- «У садочку» (1953);
- «Дорога в ліс» (1953);
- «Засідання Луганської Ради робітничих депутатів у 1905 році» (1955);
- «Повар» (1954);
- «Кримський пейзаж» (1954);
- «Доярка» (1955);
- «Оленка» (1955);
- «Квіти у вікні» (1957);
- «Півонії» (1958);
- «Літо» (1960);
- «Бригада комуністичної праці» (1960, у співавторстві з М. М. Шевченком);
- «У новому кварталі» (1961);
- «На веранді» (1961);
- «Автопортрет» (1961);
- триптих «Жіноча доля» (1964 за мотивами поеми Тараса Шевченка «Катерина»; Луганський художній музей);
- «Ранок» (1966);
- «Чекають перевозу» (1967);
- «Туман» (1968);
- «На практиці» (1970);
- «Польові квіти» (1970);
- «Над Дінцем» (1970);
- «Цвітуть маки» (1970);
- «Навесні» (1971);
- «Книгоноша» (1971);
- «Степанівна» (1972);
- «Прокопівна» (1972);
- «Марія» (1972);
- «Мрія» (1972);
- «Батьківський сад» (1974);
- «Троянди» (1974);
- «Яблунька» (1974);
- «Гроза пройшла» (1975);
- «Прощавання» (1975);
- «Повернення» («1945 рік», 1977);
- «Свіжий вітер» (1977);
- «Пісня над полями» (1979);
- «Репетиція» (1980-ті);
- «Квіти весняні» (1981);
- «Хліб» (1982);
- «Нічне чергування» (1982);
- «Весняний букет» (1984);
- «Бабине літо» (1985);
- «Натхнення» (1986);
- «Натюрморт» (1987);

графіка
- «Ліля»» (1967);
- «Таня» (1967);
- «Валя» (1970);
- «У майстерні» (1971; 1974);
- «Літо» (1973);
- «Біля моря» (1974);
- «Сестри» (1974);
- «Нарциси» (1974);
- «Агроном» (1974);
- «Григорій Степанович» (1975);
- «Гурзуф» (1975);
- «Виноградники» (1975);
- «Катя» (1976);
- «Гранати» (1976);
- «Маки» (1977);
- «Настурції» (1980).

Брала участь у міських, обласних мистецьких виставках з 1952 року. Персональні виставки відбулися у Ворошиловграді у 1968, 1977, 1985 роках.